# Энсхайм
Энсхайм (нем. Ensheim) — община в Германии, в земле Рейнланд-Пфальц. 
Входит в состав района Альцай-Вормс. Подчиняется управлению Вёррштадт.  Население составляет 448 человек (на 31 декабря 2010 года). Занимает площадь 3,93 км².